# Lepidoblepharis hoogmoedi
Lepidoblepharis hoogmoedi — вид геконоподібних ящірок родини Sphaerodactylidae. Мешкає в Бразилії і Перу. Вид названий на честь нідерландського герпетолога Марінуса Стівена Хугмоеда.

## Поширення і екологія
Lepidoblepharis hoogmoedi мешкають в Амазонії на території бразильського штату Амазонас і північно-східного Перу. Вони живуть у вологих рівнинних тропічних лісах терра-фірме, серед опалого листя.